# Дербентский эмират
Дербентский эмират — государство, возникшее на прикаспийском торговом пути с центром в городе Дербент. Последний занимал ключевую позицию среди центров торговли в Прикаспии.

## Территория
Укрепленное поселение на месте Дербента возникло еще в VIII—XI веках до нашей эры. До IV века нашей эры Дербент входил в состав Кавказской Албании. В V—VI веках Сасаниды превратили Дербент в настоящую каменную крепость и порт. Дербент был форпостом на Каспии. Любая экспансия соседних государств начиналась с попыток овладения этим городом. С 735 года Дербент стал военно-административным центром Арабского халифата в Дагестане, а также крупнейшим торговым центром и портом, очагом распространения ислама в Дагестане. Однако к X веку ислам утвердился лишь в части плоскостных земель, южном предгорье и Табасаране.
Дербентский эмират включал в себя земли приморской равнины примерно на 6 км к северу от города и части Маскута до реки Самур на юге. Многое в его хозяйственном облике, во внутренней и внешней политике было унаследовано от Халифата.
По сообщению испанского путешественника аль-Андалуси, бывшего в Дербенте в 1130 году население эмирата состояло из арабов, татов, лезгин и
табасаранцев. В эмирате также жили остатки давно осевших здесь персов и арабов.
Торговый путь вдоль западного берега Каспия и Волги соединял страны Среднего Востока с Хазарией, Русью, Волжской Булгарией, народами Приуралья и Севера. Дербент был на нем важным узлом. Это был порт для судов, плывущих из Ирана в Итиль — столицу Хазарии, в нем производилась перегрузка товаров с кораблей на вьючные караваны, идущие в Закавказье. По величине и значению Дербент превосходил Ардебиль и Тифлис и приравнивался к Берде — бывшей столице халифского наместника на Кавказе. Здесь чеканились монеты. Самая ранняя медная монета в Дербенте была отчеканена в 794 году. Чеканка собственной монеты в Дербенте, как правило, совпадала с усилением самостоятельности Дербентского княжества. Так было и в XII веке при эмирах Музаффаре, его сыне Бекбарсе и его внуке Абдулмалике.

## Сословия
Власть в городе была в руках группы феодальных семей арабского происхождения. Главы их назначались «раисы»(букв."старшины"). К ним принадлежала и семья Сулами. В 869 году член этой семьи Хашим II ибн Сурака при поддержке остальных раисов был объявлен эмиром Дербента и добился фактической независимости от Халифата. Эмиры и раисы составляли феодальную верхушку города.
Влиятельной силой в Дербенте были и торговые верхи, а также духовенство, в руках которого были не только мечети, но и судьи, и значительные денежные суммы и имущество. Основную же массу составляли мастера и подмастерья, погонщики караванов, грузчики, моряки, мелкие торговцы, их слуги и рабы. Дербент постоянно испытывал внутреннюю напряженность. Раисы, имевшие собственные войска, каждый раз пользовалась удобным моментом для свержения эмира, когда была недовольна его политикой. Автор «Истории Дербента» сообщает о множествах выступлений дербентцев против эмира Маймуна. Каждый раз он с помощью своих союзников табасаранцев и русов возвращал свой трон.

## История

### Дербентский эмират в раннее Средневековье
Дербент считался пограничной крепостью «Исламского мира», обращенной против «стран неверных». Мусульманская идеология обязывала его жителей вести нормальную человеческую жизнь (без алкоголизма, коррупции, убийств, воровства, и др. запретных деяний, разлагающих общество.) Борьба велась газиями. Продолжая дело армий Халифата газии Дербента в союзе с Шамхальством вели нескончаемые войны против горцев — язычников и иноверцев Горного Дагестана (видимо не подчинявшихся закону).
Дербент в союзе с Ширваном в 912 году совершает «исламский набег» против Шандана, княжества располагавшегося севернее Хайдака. Шандан в союзе с Сериром разбили исламские войска. В 938 году Дербентский эмир совершил набег против Лакза.
В Дербентском эмирате противоречия между разными частями общества, в особенности между эксплуататорами и эксплуатируемыми были особенно резкими и открытыми. В 989 году в Дербент из Гиляна прибыл религиозный проповедник Муса ат-Тузи. Речи Мусы ат-Тузи обрушились на общественную несправедливость и неравенство. Массы рядовых граждан, с жадностью слушали эти непрерывные речи, многие принесли покаяние и загорелись желанием добиться в Дербенте «истинного ислама». Популярность Мусы поднялась настолько, что, по словам летописи, к 990 году он «сосредоточил в своих руках все государственные дела», оттеснив эмира. Эмир Дербента Маймун вынужден был укрепиться в Нарын-Кале, и 28 дней народ во главе с Мусой осаждал её. Так как Маймун правил до 997 года, видимо восстание было подавлено.
На престол был возведен второй сын Ахмада, Мухаммад II. Он правил всего десять месяцев и был убит гулямом (рабом-телохранителем) своего брата. Через четыре месяца горожане присягнули сыну Маймуна I, Лашкари. Этот эмир находился у власти около пяти лет и успел за это время нанести поражение ширваншаху Йазиду II. Умер Лашкари в сентябре 1002 г. Через восемь месяцев присяга была принесена его брату ал-Мансуру I. Его долгое правление прошло относительно спокойно. Правда в 1019 г. граждане отказались повиноваться ему и принесли присягу ширваншаху Йазиду II, но в 1021 г. вновь вернулись под руку ал-Мансура. Впущенный в город, он через месяц отобрал у Йазида цитадель. В 1032 г. эмир разгромил большое войско русов, разграбившее до этого владения ширваншаха и возвращавшееся с большой добычей. Вскоре после этого, в 1034 г., ал-Мансур умер.
Престол перешел к его сыну Абд ал-Малику II, который почти сразу же был изгнан. Город подчинился ширваншаху Абу Мансуру Али. В 1035 г. Абд ал-Малик вернул себе власть и, хотя и не без труда, среди смут и мятежей, удерживал её до самой своей кончины. Он умер в марте 1043 г., оставив 4-летнего сына ал-Мансура II. На деле от его имени правил раис Абу-л-Фаварис. В 1051 г. он скончался, и эмир начал править самостоятельно. Спустя три года между ним, горожанами и раисами разгорелась острая борьба. В августе эмир и его мать Шамкуйе должны были уехать из Дербента. Через несколько дней, собрав большое войско, ал-Мансур подступил к городу. У Палестинских ворот произошла ожесточенная битва. Ал-Мансур был разбит, после чего раисы возвели на престол его единокровного брата Лашкари. В январе 1055 г. этого эмира убили в его доме гулямы его брата. Летом 1055 г. жители формально принесли присягу ал-Мансуру, но на деле продолжали подчиняться раисам. Только в январе 1064 г. эмиру удалось разбить раисов и вновь водвориться в городе. В 1064 году дерентские проповедники ислама «вступили в землю лакзов и захватили все поместья Маскута». Спустя год, в феврале 1065 г., знать устроила против него заговор. Убийцы-раисы напали на ал-Мансура и умертвили прямо в постели, после чего набросились на его сторонников и произвели в городе страшные бесчинства.

### Потеря независимости
Несколько месяцев царила анархия в Дербентском эмирате. Наконец в мае 1065 г. был заключен мир, и на престол взошел десятилетний сын Лашкари, Абд ал-Малик III. Он не имел никакого авторитета и после шестимесячного правления был низложен. Город формально признал власть ширваншаха Фарибурза I, но в действительности дела правления оставались в руках раисов. В декабре 1068 г. ширваншах заключил большинство из них в цепи и отправил в Ширван. В городе утвердился его сын Афридун. Но в 1071 г. сельджукский султан Алп-Арслан разгромил ширваншаха, после чего дербентцы вернули Абд ал-Малика. В 1075 г. его окончательно лишили власти и призвали на престол сына ал-Мансура II, Маймуна II, которому тогда было 11 лет. Он оставался эмиром совсем недолго, так как в декабре 1075 года город вынужден был признать власть седьджукского султана и вошел в состав его империи. По другой версии Дербент вошел в состав государства Ширваншахов.
На этом, по-видимому, закончилось правление дербентских Бану-Сулайми. Хотя и в дальнейшем в городе распоряжались какие-то эмиры, из-за крайней скудости сведений о них нельзя решить, были ли они представителями старой династии или происходили из местных раисов.

### Список правителей
Сасанидские наместники
- Шахрияр (VII век)

Династия Бану-Сулайми
- Хашрама (740-е г.г.)
- Йазид I (упоминается в 762 году)
- Хашим I (упоминается в 794 году)
- Наджм ибн Хашим
- имя неизвестно
- Сурак I
- Хашим II ибн Сурака (до 885 года)
- Амр ибн Хашим (885—886)
- Мухаммад I ибн Хашим (886—916)
- Абдулмалик I ибн Хашим (916—919)
- Абу-н-наджм ибн Мухаммад (919)
- Абдулмалик I ибн Хашим (919—939)
- Ахмад ибн Абдулмалик (939—976)
- Маймун I ибн Ахмад (976—997)
- Мухаммад II ибн Ахмад (997)
- Лашкари ибн Маймун (997—1002)
- Мансур I ибн Маймун (1002—1034)
- Абдулмалик II ибн Мансур (1034—1043)
- Мансур II ибн Абдулмалик (1043—1065)
- Абдулмалик III ибн Лашкари (1065—1075)
- Маймун II ибн Мансур (1075)

Под властью Селджукидов (1075-11?)
Династия Аглабидов
- Музаффар
- Бекбарс ибн Музаффар (упоминается в 1123 году)
- Абдулмалик ибн Бекбарс
- Сайфад-Дин Мухаммад ибн Халифа (упоминается в 1133 году)
- Бахрам
- Халиф